# Танец под музыку времени (картина)
«Танец под музыку времени» (фр. La Danse de la vie humaine) — картина Никола Пуссена, французского художника, созданная в 1634—1636 годах и ныне хранящаяся в Собрании Уоллеса в Лондоне. Она была написана по заказу Джулио Роспильози (впоследствии римского папы Климента IX), который, по словам Джованни Пьетро Беллори, продиктовал подробную иконографию будущей картины. Кого изображают конкретные фигуры на полотне, остаётся неопределённым, существуют различные версии.
«Танец под музыку времени» хорошо известен тем, что дал название одноимённому циклу романов английского писателя Энтони Поуэлла, хотя это наименование впервые встречается лишь в каталоге коллекции Уоллеса 1913 года. До этого картине давали названия, относящиеся к четырём временам года. Во время продажи в 1845 году она называлась «Танец времён года, или образ человеческой жизни» (фр. La Danse des Saisons, ou l'Image de la vie humaine).

## Описание
Четыре фигуры, держа друг друга за руки, танцуют по кругу, а Время играет на лире справа от них. Действие происходит ранним утром, когда Аврора, богиня рассвета, предшествует колеснице Аполлона, бога солнца на небе. Его сопровождают Оры, и он держит кольцо, символизирующее Зодиак. По словам Беллори, эту композицию придумал Роспильози. Четыре танцовщицы изображали, начиная с той, что сзади, видимой в основном со спины: бедность, труд, богатство и удовольствие или роскошь. Они представляют собой прогресс в человеческой жизни, завершаемый удовольствиями или роскошью, которые в свою очередь возвращают к бедности. В сравнении с четырьмя временами года осень ассоциируется с бедностью, зима — с трудом, весна — с обретением богатства, а лето — с наслаждением достигнутого. Предположение искусствоведа Энтони Бланта о том, что осень или бедность в группе олицетворяет мужская фигура (что необычно для изображения времён года), теперь общепринято, и музей, где ныне хранится картина, называет его Бахусом. Это следует из истории, придуманной Бойте де Фраувилем в его «Дионисиях», что, отвечая на жалобы времён года и времени, Юпитер дал миру Бахуса и его вино, чтобы компенсировать те жалкие условия жизни, которые смертные вынуждены терпеть. Андре Фелибьен, друг и биограф Пуссена, объяснил картину в тех же терминах, за исключением того, что там, где Беллори отождествлял лето с роскошью, Фелибьен сказал, что оно представляет удовольствие.
Эти отождествления оспариваются Малькольмом Буллом, по крайней мере, как первоначальное намерение. Он прослеживает иконографию картины до греческого поэта V века Нонна Панополитанского, отражённого в «Гимне осени» Пьера де Ронсара. Описанию четырёх времён года Нонна, переведённому на французский язык, следует Пуссен: «слева весна с гирляндой роз в волосах; сзади осень, чьи волосы были подстрижены ветром, но чей лоб увит оливковыми ветвями; на очереди зима с её спутанными волосами и затенённым лицом, а впереди лето, одетое в белое, с колосьями кукурузы в косах». Сам Бахус появляется в своём двойном облике — молодой и старый — в герме слева. Булл предполагает, что Роспильози, интеллектуал и автор со вкусом к аллегории, придумал другую интерпретацию во время или после завершения работы над картиной, в то время как Ингамельс считает, что «Пуссен не был чрезмерно озабочен точным определением фигур».
На картине есть несколько пентименто, включая удаление второго, большего, дерева, находившегося справа между зимой или трудом и временем. Картина в целом находится в хорошем состоянии, но кое-где была отретуширована.

## История
Картина перешла от семьи Роспильози в коллекцию Жозефа Феша в 1806 году, когда она на некоторое время была перевезена во Францию. Затем она была куплена, наряду с несколькими другими картинами, Ричардом Сеймур-Конвеем, 4-м маркизом Хартфордом, на большой распродаже собрания Феша в Риме в 1845 году. Затем она перешла в собственность к его сыну, сэру Ричарду Уоллесу. Полотно демонстрировалось на Выставке художественных сокровищ в Манчестере в 1857 году.

## В культуре
В начале цикла романов Энтони Поуэлла, названного в честь картины, рассказчик Николас Дженкинс размышляет об этой картине на первых двух страницах романа «Вопрос воспитания».